# Copper Peak (Anvers-Insel)
Der Copper Peak (englisch für Kupferspitze, in Argentinien Pico Verde ‚Grüner Gipfel‘) ist ein 1125 m hoher Berg auf der Anvers-Insel im Palmer-Archipel. In der Osterrieth Range ragt er 3 km nordnordöstlich des Billie Peak auf.
Erstmals gesichtet wurde er bei der Belgica-Expedition (1897–1899) unter der Leitung des belgischen Polarforschers Adrien de Gerlache de Gomery, der die Südostküste der Anvers-Insel erkundete. Sein Name erscheint erstmals auf einer Landkarte, die auf den 1927 durchgeführten Vermessungen im Rahmen der britischen Discovery Investigations beruht. Benannt ist er nach seiner auffällig grünen Färbung, die durch kupferbasierten Grünspan hervorgerufen wird.